# Daniel Schmid
Daniel Schmid (26 de diciembre de 1941 - 5 de agosto de 2006) fue un director teatral y cinematográfico de nacionalidad suiza.

## Biografía
Su nombre completo era Daniel Walter Schmid, y nació en Flims, Suiza. Sus padres eran Arthur Schmidt y Carla Schmidt-Bivetti, y él se crio en su población natal.
Tras graduarse en 1962, fue a la Universidad Libre de Berlín, en la cual estudió ciencias políticas, periodismo, historia y arte a la vez que trabajaba como periodista y traductor. Seguidamente trabajó como ayudante de dirección de Peter Lilienthal. A partir de 1966 se formó en la Deutsche Film- und Fernsehakademie Berlin, participando en varios trabajos televisivos. A partir de entonces trabajó en sus propias películas.
A principios de los años 1970 Schmid colaboró varias veces con Rainer Werner Fassbinder, Rosa von Praunheim y Werner Schroeter. En ese período también fue actor, y llegó a ser uno de los cineastas más prolíficos del momento. Destaca, de entre sus obras, la adaptación de la obra teatral de Fassbinder Die Stadt, der Müll und der Tod, que se estrenó con el título Schatten der Engel, y que le dio a conocer. En 1977 decidió regresar a Suiza.
Schmid rodó cine experimental introspectivo, al cual únicamente respondió una minoritaria audiencia intelectual. Con su película satírica Beresina oder Die letzten Tage der Schweiz recuperó la atención de un público más amplio. Cabe mencionar también la película Zwischensaison (1992), que no era experimental, sino simplemente la filmación de algunos recuerdos caprichosos de su infancia en el hotel familiar en Flims. En 1999 recibió el Leopardo de Honor del Festival Internacional de Cine de Locarno en reconocimiento al conjunto de su obra.
Desde 1984 a 2001 también trabajó como director de ópera. En el Teatro de ópera de Zúrich puso en escena cuatro óperas, y en el Gran teatro de Ginebra tres. Su amor por el bel canto también queda demostrado en su documental Il bacio di Tosca. 
En 1982, su film Hécate fue presentado en el Festival Internacional de Cine de Berlín. Su película Beresina, or the Last Days of Switzerland fue exhibida en la sección Un Certain Regard del Festival de Cannes 1999. En 1988 fue miembro del jurado del Festival Internacional de Cine de Berlín.
Daniel Schmid falleció en 2006 en Flims, Suiza, a causa de un cáncer. Tenía 64 años de edad.

## Filmografía
| - 1967 : Der Findling (ayudante de dirección; TV) - 1967 : Claire (ayudante de dirección; TV) - 1967 : Abgründe (ayudante de dirección; TV) - 1969 : Samuel Beckett (director de fotografía) - 1970 : Thut alles im Finstern, eurem Herrn das Licht zu ersparen (director, guionista; TV) - 1970 : Der Bomberpilot (codirector; TV) - 1972 : Ludwig - Requiem für einen jungfräulichen König (actor) - 1972 : Heute nacht oder nie (productor, director, guionista) - 1972 : Der Händler der vier Jahreszeiten (actor) - 1974 : La Paloma (director, guionista) - 1976 : Schatten der Engel (director, guionista) - 1977 : Violanta (director, guionista) - 1977 : Der Amerikanische Freund (actor) - 1978 : Judith Therpauve (actor) - 1979 : Roberte (actor) - 1981 : Notre Dame de la Croisette (director) | - 1981 : Lili Marleen (actor) - 1982 : Hécate (director, guionista) - 1983 : Mirage de la vie (productor, director, guionista; TV) - 1984 : Barbe-Bleue (codirector; TV) - 1984 : Il bacio di Tosca (Der Kuss der Tosca) (director) - 1984 : Cinémato (actor) - 1985 : Lulu (codirector; TV) - 1986 : Der Rosenkönig (productor) - 1987 : Jenatsch (director, guionista) - 1988 : Guglielmo Tell (director; TV) - 1990 : Les amateurs (director) - 1992 : Hors Saison / Zwischensaison (director, guionista) - 1995 : Das geschriebene Gesicht (director, guionista) - 1996 : Linda di Chamounix (codirector; TV) - 1999 : Beresina oder Die letzten Tage der Schweiz (director) - 2002 : Beatrice di Tenda (codirector; TV) |